# Andreas Hoessli
Andreas Hoessli (* 1950 in Zürich) ist ein Schweizer Filmregisseur und Journalist.

## Biografie
Hoessli studierte Soziologie, Sozial- und Wirtschaftsgeschichte in Zürich und Paris und wurde an der Universität Zürich zum Dr. Phil. promoviert. Bereits während des Studiums schrieb er Beiträge für Schweizer Zeitungen, vor allem im Film- und Kulturbereich.
1978 ging er für ein Postgraduiertenstudium nach Warschau. Im Sommer 1980 berichtete er für deutsche und schweizerische Medien über die Streiks in Polen und die Entstehung der unabhängigen Gewerkschaft Solidarność. In der Folge arbeitete er als Mittelosteuropa-Korrespondent, u. a. für Tages-Anzeiger, Basler Zeitung und Deutschlandfunk, ab 1985 als Reporter und Redaktor für die Tagesschau (SRF) und das Magazin Rundschau des Schweizer Fernsehens.
1987 realisierte Hoessli mit Verwischte Spuren - die Schweiz und der Algerienkrieg seinen ersten Fernsehdokumentarfilm. 1993 begann er, auch als freier Filmautor Dokumentarfilme zu realisieren. Devils don’t Dream – Nachforschungen über Jacobo Arbenz Guzmàn hatte 1995 beim Filmfestival Locarno Premiere, wo der Film über das Wirken und den Sturz des früheren Präsidenten von Guatemala in der Semaine de la Critique vorgestellt wurde. 1996 gewann der Film am Forum der Berlinale den Friedensfilmpreis und den Preis der Ökumenischen Jury, in Valladolid den „Tiempo de Historia Award“. Im selben Jahr brachte die Espaces Film Devils don’t Dream in Guatemala City in die Kinos. Zusammen mit der Produzentin Isabella Huser gründete Hoessli die Zürcher Produktionsfirma Espaces Film GmbH.
1997 war Hoessli erneut im Forum der Berlinale zu Gast mit Nachrichten aus dem Untergrund, einem Dokumentarfilm über drei Männer, die während des Zweiten Weltkriegs versuchten, die freie Welt von den Tatsachen der „Endlösung“ wissen zu lassen, um das scheinbar Unaufhaltsame aufzuhalten. 2002 hatte – ebenfalls beim Forum der Berlinale – der für den Schweizer Filmpreis nominierte Dokumentarfilm Epoca - The Making of History Uraufführung.
Der nackte König – 18 Fragmente über Revolution, ein Filmessay über die Revolution in Iran 1979 und die Revolution in Polen 1980 wurde 2019 im Wettbewerb des Münchner DOK-Fests uraufgeführt, wo er den Hauptpreis gewann.

## Dokumentarfilme
- 1987: Verwischte Spuren[2]
- 1991: Die letzte Jagd / The last Hunt (Koautorin: Sabine Gisiger)[2]
- 1995: Devils don’t dream. Nachforschungen über Jacobo Arbenz Guzmán
- 1997: Nachrichten aus dem Untergrund
- 2002: Epoca - The Making of History (Koautorin Isabella Huser)[2]
- 2003: Wall Street, A Wondering Trip
- 2007: Swiss sans papiers
- 2012: Women on war
- 2019: Der nackte König – 18 Fragmente über Revolution

## Auszeichnungen
- 1991: 1. Preis Documentary Films International Film- and TV-Festival New York für „Die letzte Jagd“ (The last Hunt)
- 1996: Friedensfilmpreis (Peace Film Prize), Forum der Berlinale, für „Devils don’t Dream“[7]
- 1996: 1. Preis Valladolid International Dokumentary Filmfestival für „Devils don’t Dream“[7]
- 2003: Nominierung Schweizer Filmpreis in der Kategorie Bester Dokumentarfilm für „Epoca“
- 2007: Genf, FIFDH Festival International du film sur les droits humains, „Prix de l'Organisation mondiale contre la Torture“ (Winner)[8]
- 2019: Hauptpreis „Viktor“ des DOK.fests München für „Der nackte König“[1]